# مايكل روزا
مايكل روزا (بالبولندية: Michał Rosa)‏ هو كاتب سيناريو ومخرج بولندي، ولد في 27 سبتمبر 1963 في زابجه في بولندا.

## وصلات خارجية
- مايكل روزا على موقع IMDb (الإنجليزية)
- مايكل روزا على موقع أول موفي (الإنجليزية)
- مايكل روزا على موقع قاعدة بيانات الفيلم (الإنجليزية)
- مايكل روزا على موقع كينوبويسك (الروسية)